# Champions Trophy de hockey sobre césped femenino de 2014
La 21.ª edición del Champions Trophy femenino se llevó a cabo entre el 29 de noviembre y 7 de diciembre de 2014, en el Estadio Mendocino de Hockey sobre Césped de Mendoza, Argentina. A partir de este año, el torneo comenzará a realizarse cada dos años debido a la introducción de la Liga Mundial de Hockey. Así el torneo vuelve a su formato original tras el cambio en 1999.

## Clasificación
Junto con el país anfitrión, los cinco primeros clasificados de la última edición del torneo y el ganador del Champions Challenge I de 2012. Los países restantes fueron nombrados por el Consejo Ejecutivo de la FIH, haciendo un total de 8 equipos que compiten. Si uno de los equipos se niega a jugar, ese lugar será premio al segundo mejor finalizador en el torneo anterior, lo mismo se aplica a los equipos designados por la Junta Ejecutiva.
| Fecha                                   | Evento                                                    | Lugar del evento   | Plazas | Clasificado (s)                          |
| --------------------------------------- | --------------------------------------------------------- | ------------------ | ------ | ---------------------------------------- |
| País local                              | País local                                                | País local         | 1      | Argentina                                |
| 28 de enero – 5 de febrero de 2012      | Champions Trophy 2012                                     | Rosario, Argentina | 4      | — Inglaterra Países Bajos Alemania Japón |
| 29 de septiembre – 7 de octubre de 2012 | Champions Challenge I 2012                                | Dublín, Irlanda    | 1      | Australia                                |
| -                                       | Nominados por la Federación Internacional de Hockey (FIH) | -                  | 2      | China Nueva Zelanda                      |
| Total                                   | Total                                                     | Total              | 8      |                                          |

## Fase de grupos

### Grupo A
| Equipo        | Puntos | PJ | PG | PE | PP | GF | GC | Dif |
| ------------- | ------ | -- | -- | -- | -- | -- | -- | --- |
| Nueva Zelanda | 7      | 3  | 2  | 1  | 0  | 5  | 2  | +3  |
| Países Bajos  | 7      | 3  | 2  | 1  | 0  | 4  | 1  | +3  |
| Japón         | 1      | 3  | 0  | 1  | 2  | 2  | 3  | -1  |
| China         | 1      | 3  | 0  | 1  | 2  | 1  | 5  | -4  |

| Países Bajos | 2-0 | China | 29 de noviembre de 2014. |

| Nueva Zelanda | 2-1 | Japón | 29 de noviembre de 2014. |

| Nueva Zelanda | 1-1 | Países Bajos | 30 de noviembre de 2014. |

| China | 1-1 | Japón | 30 de noviembre de 2014. |

| China | 0-2 | Nueva Zelanda | 2 de diciembre de 2014. |

| Países Bajos | 1-0 | Japón | 2 de diciembre de 2014. |

### Grupo B
| Equipo     | Puntos | PJ | PG | PE | PP | GF | GC | Dif |
| ---------- | ------ | -- | -- | -- | -- | -- | -- | --- |
| Argentina  | 7      | 3  | 2  | 1  | 0  | 6  | 2  | +4  |
| Australia  | 7      | 3  | 2  | 1  | 0  | 6  | 3  | +3  |
| Alemania   | 1      | 3  | 0  | 1  | 2  | 2  | 5  | -3  |
| Inglaterra | 1      | 3  | 0  | 1  | 2  | 3  | 7  | -4  |

| Australia | 2-1 | Inglaterra | 29 de noviembre de 2014. |

| Argentina | 1-0 | Alemania | 29 de noviembre de 2014 |

| Inglaterra | 1-1 | Alemania | 30 de noviembre de 2014. |

| Argentina | 1-1 | Australia | 30 de noviembre de 2014. |

| Australia | 3-1 | Alemania | 2 de diciembre de 2014. |

| Inglaterra | 1-4 | Argentina | 2 de diciembre de 2014. |

## Fase Final

### Cuartos de final
| Fecha | Hora¹ | Partido       | Partido | Partido    | Resultado |
| ----- | ----- | ------------- | ------- | ---------- | --------- |
| 04.12 | 13:00 | Países Bajos  | -       | Alemania   | 1-0       |
| 04.12 | 15:30 | Australia     | -       | Japón      | 4-1       |
| 04.12 | 18:00 | Nueva Zelanda | -       | Inglaterra | 3-1       |
| 04.12 | 20:30 | Argentina     | -       | China      | 7-2       |

### Semifinales
| Fecha | Hora¹ | Partido       | Partido | Partido   | Resultado    |
| ----- | ----- | ------------- | ------- | --------- | ------------ |
| 06.12 | 16:30 | Nueva Zelanda | -       | Australia | 1-1 (0-3 PS) |
| 06.12 | 19:00 | Países Bajos  | -       | Argentina | 1-2          |

### Partido por el tercer puesto
| Fecha | Hora¹ | Partido       | Partido | Partido      | Resultado |
| ----- | ----- | ------------- | ------- | ------------ | --------- |
| 07.12 | 16:30 | Nueva Zelanda | -       | Países Bajos | 1-2       |

### Final
| Fecha | Hora¹ | Partido   | Partido | Partido   | Resultado    |
| ----- | ----- | --------- | ------- | --------- | ------------ |
| 07.12 | 19:00 | Australia | -       | Argentina | 1-1 (1-3 PS) |

## Posiciones finales
| Pos | Equipo        |
| --- | ------------- |
|     | Argentina     |
|     | Australia     |
|     | Países Bajos  |
| 4.  | Nueva Zelanda |
| 5.  | Inglaterra    |
| 6.  | China         |
| 7.  | Alemania      |
| 8.  | Japón         |

## Premios
| Campeonas del Champions Trophy 2014 |
| ----------------------------------- |
| Argentina 6° título                 |

| Mejor jugadora | Mejor arquera | Goleadoras                 | Mejor jugadora joven |
| -------------- | ------------- | -------------------------- | -------------------- |
| Luciana Aymar  | Belén Succi   | Carla Rebecchi Jodie Kenny | Xan de Waard         |